# Demény Ottó (költő)
Demény Ottó (Budapest, 1928. április 5. – Budapest, 1975. december 12.) magyar költő.

## Életpályája
A fővárosban és Orosházán volt gimnazista, de nem szerzett érettségit. A második világháborúban katona volt. 1949 és 1953 között raktárkezelőként dolgozott az Országos Könyvtári Központban. 1953–1954 között forgácsoló volt a Lampart Gyárban. 1954-től könyvterjesztő, könyvesboltvezető volt. 1958-ban adta ki első kötetét. 1970-től Csepelen egy üzemi újság munkatársa volt.

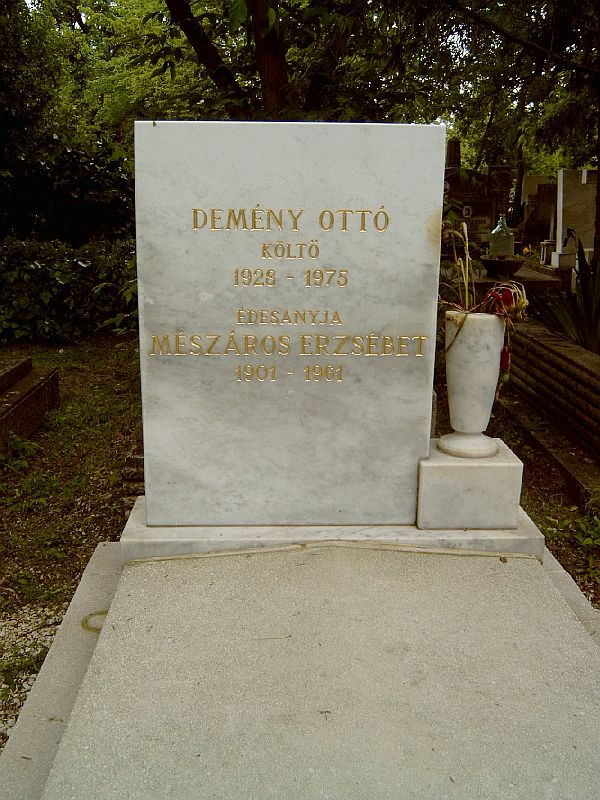
Demény Ottó költő sírja az Új köztemetőben

Sírja az Új köztemetőben található.

## Művei
- Virág utca (versek, 1958)
- A legszebb kor (versek, 1960)
- Szigorú hétfő (versek, 1963)
- Örömöt, könnyű álmot (versek, 1966)
- Ki látta Erzsit? (ifjúsági regény, 1968)
- Életforma (versek, 1968)
- Ég, föld, ég (versek, 1970)
- Közhír (válogatott versek, 1973)
- Felhőárnyék (versek, 1973)
- Révfülöpi nyár (ifjúsági regény, 1974)
- Álom a havon (versek, 1976)
- A tornyos ház (mesék, 1976)
- A kőkutya (gyermekversek, 1977)
- Arany-patak (tárcák, karcolatok, 1980)

## Díjai
- SZOT-díj (1959)